# ياسوك هاشيموتو
ياسوك هاشيموتو (باليابانية: 橋本 靖記) (12 مايو 1973 في شيزوكا في اليابان – )؛ هو لاعب كرة قدم سابق كان يلعب كلاعب وسط.